# Марко Баћовић
Марко Баћовић (Никшић, 28. фебруар 1957) српски је филмски, телевизијски, позоришни и гласовни глумац.

## Биографија
Марко Баћовић је рођен 28. фебруара 1957. године у Никшићу. Глуму је завршио на загребачкој Академији за казалиште и филм. Члан Југословенског драмског позоришта постао је 1986. Играо је и у Црногорском народном позоришту и Народном позоришту у Београду. Добитник је две Годишње награде „ЈДП” и награде компаније „Новости” на Стеријином позорју за улогу Симона у представи „Драма о Мирјани и овима око ње”.

## Филмографија
| Год.       | Назив                                    | Улога                                   |
| ---------- | ---------------------------------------- | --------------------------------------- |
| 1980-е     |                                          |                                         |
| 1982.      | 13. јул                                  | Партизан коме мајор Рајевић удара шамар |
| 1982.      | Венеријанска раја                        | адвокат                                 |
| 1983.      | Оштрица бријача                          |                                         |
| 1984.      | Камионџије 2                             | Службеник у општини                     |
| 1986.      | Одлазак ратника, повратак маршала        | Командир партизанске чете               |
| 1986.      | Сиви дом                                 | Светац                                  |
| 1987.      | Waitapu                                  | Бајић                                   |
| 1988.      | Четрдесет осма — Завера и издаја         | Бајић                                   |
| 1988.      | Заборављени                              | Инспектор                               |
| 1989.      | Бој на Косову                            | Јакуб Челебија                          |
| 1990-е     |                                          |                                         |
| 1990.      | Иза зида                                 | Бајић                                   |
| 1990.      | Ваљевска болница                         | прота Божидар                           |
| 1990.      | Заборављени                              | Инспектор                               |
| 1990.      | Јастук гроба мог                         | Поштар                                  |
| 1991.      | Боје слепила                             | Поручник                                |
| 1990−1991. | Бољи живот 2                             | Поручник                                |
| 1992.      | Проклета је Америка                      |                                         |
| 1992.      | Црни бомбардер                           | Таксиста                                |
| 1993.      | Кажи зашто ме остави                     | Џиги                                    |
| 1993.      | Боље од бекства                          | ТВ редитељ                              |
| 1993.      | Руски цар                                | Наталијин зет                           |
| 1993.      | Букет                                    |                                         |
| 1995.      | Удри јаче манијаче                       | Полицајац                               |
| 1995.      | Крај династије Обреновић                 |                                         |
| 1995.      | Отворена врата                           | Болничар                                |
| 1995.      | Урнебесна трагедија                      | Смешко                                  |
| 1996.      | Контраш                                  |                                         |
| 1996.      | До коске                                 | Паса                                    |
| 1997.      | Три летња дана                           | Медицинар                               |
| 1998.      | Купи ми Елиота                           | Инспектор                               |
| 1998.      | Кнез Михаило                             |                                         |
| 1998−1999. | Породично благо                          | Наставник историје                      |
| 1999.      | Нож                                      | Четнички војвода                        |
| 2000-е     |                                          |                                         |
| 2000.      | Горски вијенац                           | Војвода Драшко                          |
| 2002.      | Кордон                                   | Хирург                                  |
| 2003.      | Казнени простор 2                        | Гинеколог                               |
| 2004.      | Јелена                                   | Синиша                                  |
| 2004.      | Лифт ТВ серија                           | Инспектор                               |
| 2005.      | Потера за срећ(к)ом                      |                                         |
| 2006.      | Апориа                                   | Ћулибрк                                 |
| 2006.      | Љубав, навика, паника                    | Пуниша                                  |
| 2007.      | Миле против транзиције                   |                                         |
| 2008.      | Село гори, а баба се чешља (ТВ серија)   | Свештеник                               |
| 2009.      | Грех њене мајке (ТВ серија)              | председник општине                      |
| 2010-е     |                                          |                                         |
| 2010.      | Шесто чуло (ТВ серија)                   |                                         |
| 2010.      | Мој рођак са села                        | генерал Баруџија                        |
| 2012.      | Шешир професора Косте Вујића             | министар                                |
| 2012.      | Устаничка улица                          | инспектор                               |
| 2012.      | Фолк (ТВ серија)                         | директор школе                          |
| 2013.      | Шешир професора Косте Вујића (ТВ серија) | министар                                |
| 2013.      | Равна Гора (ТВ серија)                   | Светолик Таралић                        |
| 2014.      | Мали Будо                                | др Перовић                              |
| 2014.      | Војна академија (ТВ серија)              | Полицајац                               |
| 2014.      | Јагодићи: Опроштајни валцер              | Белопољански                            |
| 2015.      | За краља и отаџбину                      | Светолик Таралић                        |
| 2015.      | Чизмаши                                  | Благојевић                              |
| 2015.      | Последњи и први                          | чувар гараже                            |
| 2016.      | Дневник машиновође                       | инспектор                               |
| 2016.      | Име: Добрица, презиме: непознато         | Живковић                                |
| 2016.      | Испод моста, међу стијенама              |                                         |
| 2016.      | Андрија и Анђелка                        | Судија; Божа                            |
| 2016.      | Дојч кафе                                | Ристо                                   |
| 2018.      | Између дана и ноћи                       |                                         |
| 2018.      | Краљ Петар Први                          | Никола Пашић                            |
| 2019.      | Краљ Петар Први (ТВ серија)              | Никола Пашић                            |
| 2019.      | Швиндлери                                | Јоца Кирић                              |
| 2020.      | Тајкун (ТВ серија)                       | Балша                                   |
| 2019−2020. | Државни службеник (ТВ серија)            | Ђуровић                                 |
| 2020-е     |                                          |                                         |
| 2021.      | Породица (мини-серија)                   | Тома Фила                               |
| 2023.      | Олуја                                    | Стипе                                   |
| 2023.      | Олуја (ТВ серија)                        | Стипе                                   |
| 2023.      | Сирин (филм)                             |                                         |

### Остале улоге
Марко Баћовић је глумио нарко-боса у споту групе Моби Дик за песму Краљ кокаина.

## Улоге у синхронизацијама
| Година | Наслов              | Улога                |
| ------ | ------------------- | -------------------- |
| 2019.  | Дамбо               | Џеј Грифин Ремингтон |
| 2019.  | Прича о играчкама 4 | Шећерко              |